# IMT (Unternehmen)
IMT ist ein niederländischer Hersteller von Beleuchtungs- und Signalisierungseinrichtungen, insbesondere wo besonderer Explosionsschutz nötig ist. IMT produziert verschiedene ATEX-zertifizierte Scheinwerfer, Leitfeuer und optische Signale z. B. für Helidecks, Schifffahrt, Bohrplattformen und Petrochemie.
Anfang 2015 hat IMT die Signalisierungssparte von Pintsch Aben übernommen. Sie wird unter der Marke „Julius Signal“ weitergeführt.
2015 wurde IMT von Tideland Signal aus Houston (Texas) übernommen, die ihrerseits 2016 von Xylem Analytics gekauft wurde.